# حور بيجيني
حور بيجيني (الاسم العلمي:Populus beijingensis) هو نوع من النباتات يتبع جنس الحور من الفصيلة الصفصافية.